# Chris Browne
Chris Browne  (* 16. Mai 1952 in South Orange, New Jersey; † 5. Februar 2023 in Sioux Falls, South Dakota) war ein US-amerikanischer Comiczeichner.
Browne wuchs in Wilton, Connecticut auf und unterstützte seinen Vater, den Comiczeichner Dik Browne, bei den Comicreihen Hi and Lois und Hägar der Schreckliche. An den Arbeiten zu Hägar der Schreckliche war Chris Browne von Beginn an beteiligt. 1985 war er Co-Autor von Hägar the Horrible's Very Nearly Complete Viking Handbook (dt. Das (fast endgültige) Wikinger-Handbuch).
1988, ein Jahr vor seinem Tod, setzte sich Dik Browne zur Ruhe, und sein Sohn Chris übernahm die Verantwortung für die Serie Hägar der Schreckliche, die weltweit in mehr als 1900 Zeitungen in 58 Ländern erscheint und in zahlreichen Buchausgaben nachgedruckt wurde. Bis zuletzt zeichnete er weiter diesen Comic, schrieb aber nicht mehr den Text.
Darüber hinaus hat Chris Browne Cartoons für National Lampoon, Playboy, Esquire, The New Yorker und National Review gezeichnet. Von 2000 bis 2004 schrieben Chris und seine Frau Carroll Browne den semi-autobiografischen Comicstrip Raising Duncan.
Chris Browne starb nach langer Krankheit am 5. Februar 2023, einen Tag nach dem 50. Jubiläum von Hägar.